# 孙睿君
孙睿君（1983年8月—），女，汉族，山东黄县人，中华人民共和国政治人物。2003年3月加入中国共产党。清华大学经济管理学院应用经济学专业博士毕业，研究生学历。曾任中共玉林市委副书记，玉林市人民政府副市长、党组副书记，现任广西壮族自治区科学技术厅党组书记、厅长。

## 生平
2001年，进入清华大学经济管理学院经济系学习，2010年，后获得应用经济学专业博士学位，期间曾作为访问学生前往美国布朗大学经济系学习。从学校毕业后曾任清华大学党委研究生工作部教师、清华大学团委副书记（副处级）。2012年5月，外调广西担任中共凭祥市委常委，同年6月兼任凭祥市人民政府副市长。2013年6月，任中共凭祥市委副书记、凭祥市人民政府市长。2017年8月，调任中共贵港市覃塘区委书记。2020年2月，任中共百色市委常委、组织部部长。2021年，改任中共百色市委常委，百色市人民政府副市长、党组副书记。2023年2月，任中共玉林市委副书记，同年8月兼任玉林市人民政府常务副市长、党组副书记。2024年8月，任广西壮族自治区科学技术厅党组书记、厅长。